# Alta-riba
Alta-riba és una entitat de població del municipi d'Estaràs, a la comarca de la Segarra. Pertany a la provincia de Lleida
El poble, o llogaret, se situa al nord del terme municipal, al tossal d'Alta-riba, entre el municipi de Sant Ramon i el poble de Santa Fe del municipi de Les Oluges. Domina la petita vall del torrent de Malacara, afluent del riu Sió.

## Etimologia
El topònim podria venir de la seva ubicació geogràfica donat que és un compost de l'adjectiu alta i el substantiu riba, que deuria correspondre als marges d'algun petit corrent d'aigua.

## Història
Les primeres referències històriques daten del segle xii, en l'època de la reconquesta i la seva situació estratègica defensiva. La construcció d'una torre per defensar la frontera entre cristians i moriscos dona lloc a l'aparició del poble. D'aquí prové també el llinatge dels Alta-riba.

## Llocs d'interès

### Sant Jordi d'Alta-riba
L'església de Sant Jordi consta com a finalitzada l'any 1187. Ha sofert diferents transformacions però conserva trets característics del romànic, com l'absis rodó i volta apuntada. Va pertànyer al bisbat de Vic fins a l'any 1595, quan va passar al bisbat de Solsona.

### El Castell d'Alta-riba

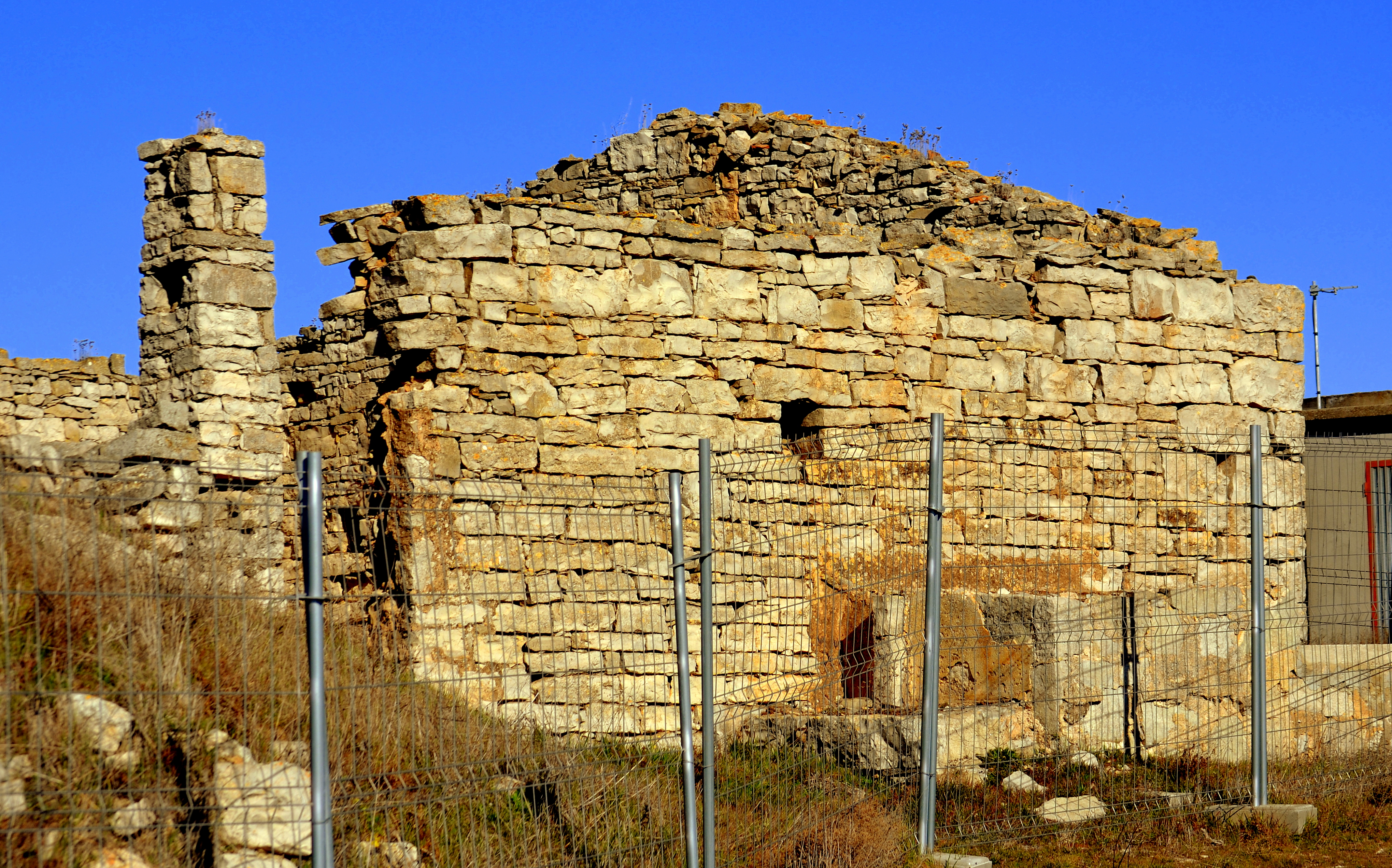
El Castell d'Alta-riba

Situat a dalt del turó que dona lloc al nucli urbà del poble i ja s'esmenta l'any 1110. El 1238 fou venut al monestir de Santes Creus, que en va tenir la propietat fins a la desamortització. Actualment el castell es troba en procés de restauració per l'Associació d'Amics del Castell Sant Miquel d'Alta-riba.

### Forn de pa d'Alta-riba
Data del segle xii i se situa a la planta baixa d'una casa a la part superior de la qual s'ubica el local social del poble. L'espai del forn està cobert amb volta de canó i les parets estan construïdes amb pedres irregulars. La boca és una estructura rectangular de pedra, amb la part superior d'arc de mig punt, sobre la qual resta el que en queda de la campana.

### Ca l'Abadessa Arnaleta d'Alta-riba
Ca l'Abadessa Arnaleta d'Alta-riba és una casa-palauet que amb el nom recorda la qui fou la sexta abadessa de Vallbona de les Monges i filla dels senyors del castell Sant Miquel d'Alta-riba, situat al capdamunt del poble. Té la particularitat de ser l'única casa ubicada enmig de la població i envoltada per la resta d'habitatges que configuren el llogaret. L'edificació està emplaçada en el preciós i empedrat carrer d'escales, davant de ca l'Astanova, oncle de l'abadessa, i a molt pocs metres del Forn de pa medieval, que dona nom al carrer. Cal destacar de la casa una gran arcada orientada al sud i l'element arquitectònic de la finestra de pedra de Girona, d'estil gòtic, i que té esculpits 
dos petits escuts del llinatge dels Alta-riba.

### Bassal de Cal Borràs
Situat a l'entrada del poble és del segle xix. El Bassal és una construcció de pedra i morter de calç d'uns 4 metres de fondària, cobert parcialment per una volta de canó de considerables dimensions. No té brollador i l'aigua aflora del terra i resta emmagatzemada actualment per a fins ramaders.

### Cal Salvador
Gran casa pairal de pedra, d'origen medieval, reconstruïda al segle xxi